# Nordschwarzwald

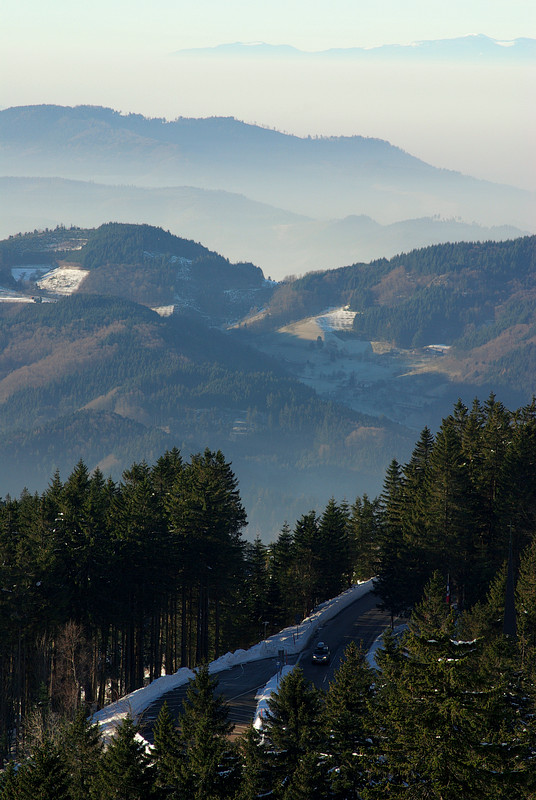
Westseite des Nordschwarzwalds an der Hornisgrinde: Steiler Abfall zur Rheinebene. Im Hintergrund die Vogesen

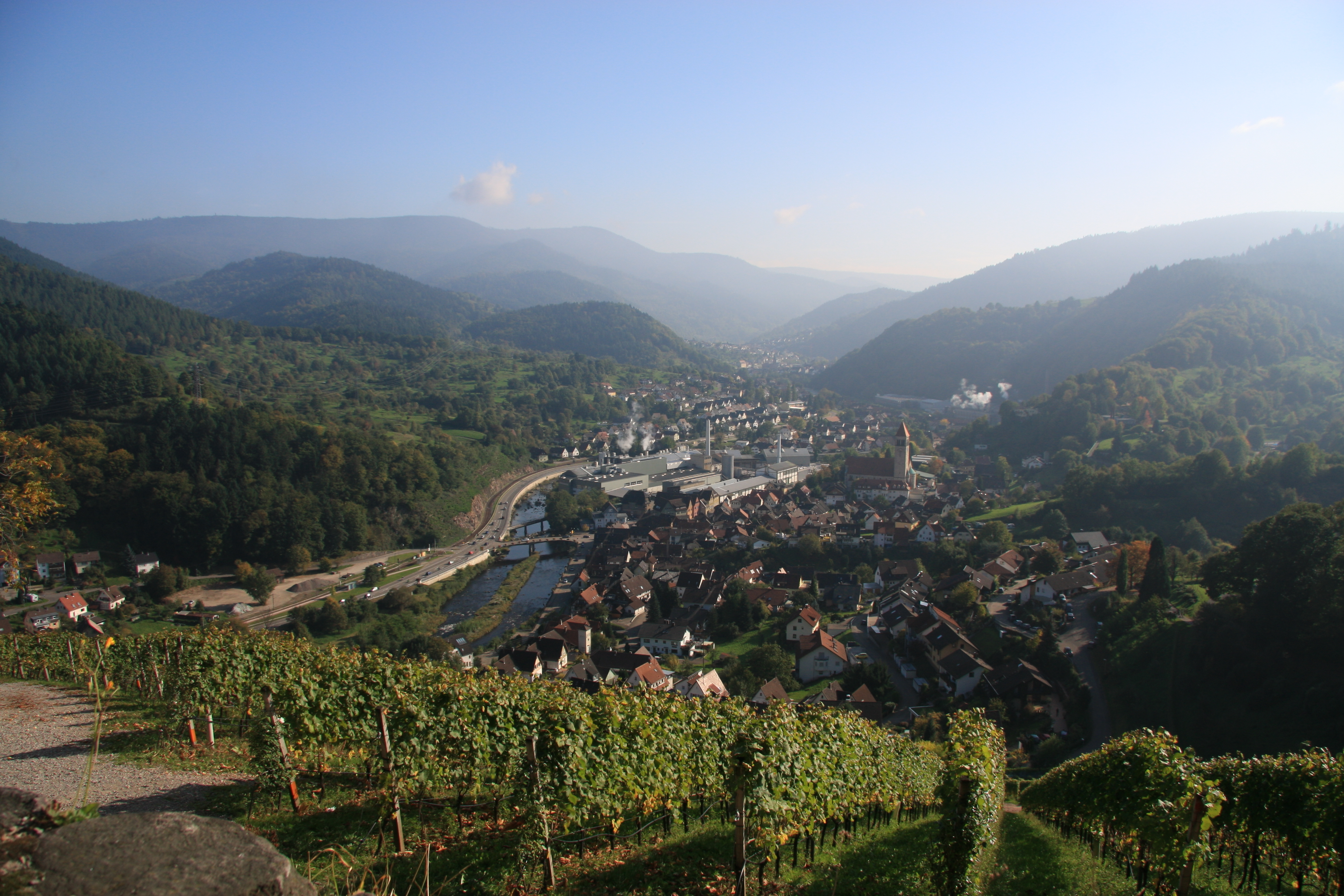
Das Murgtal südlich von Gernsbach

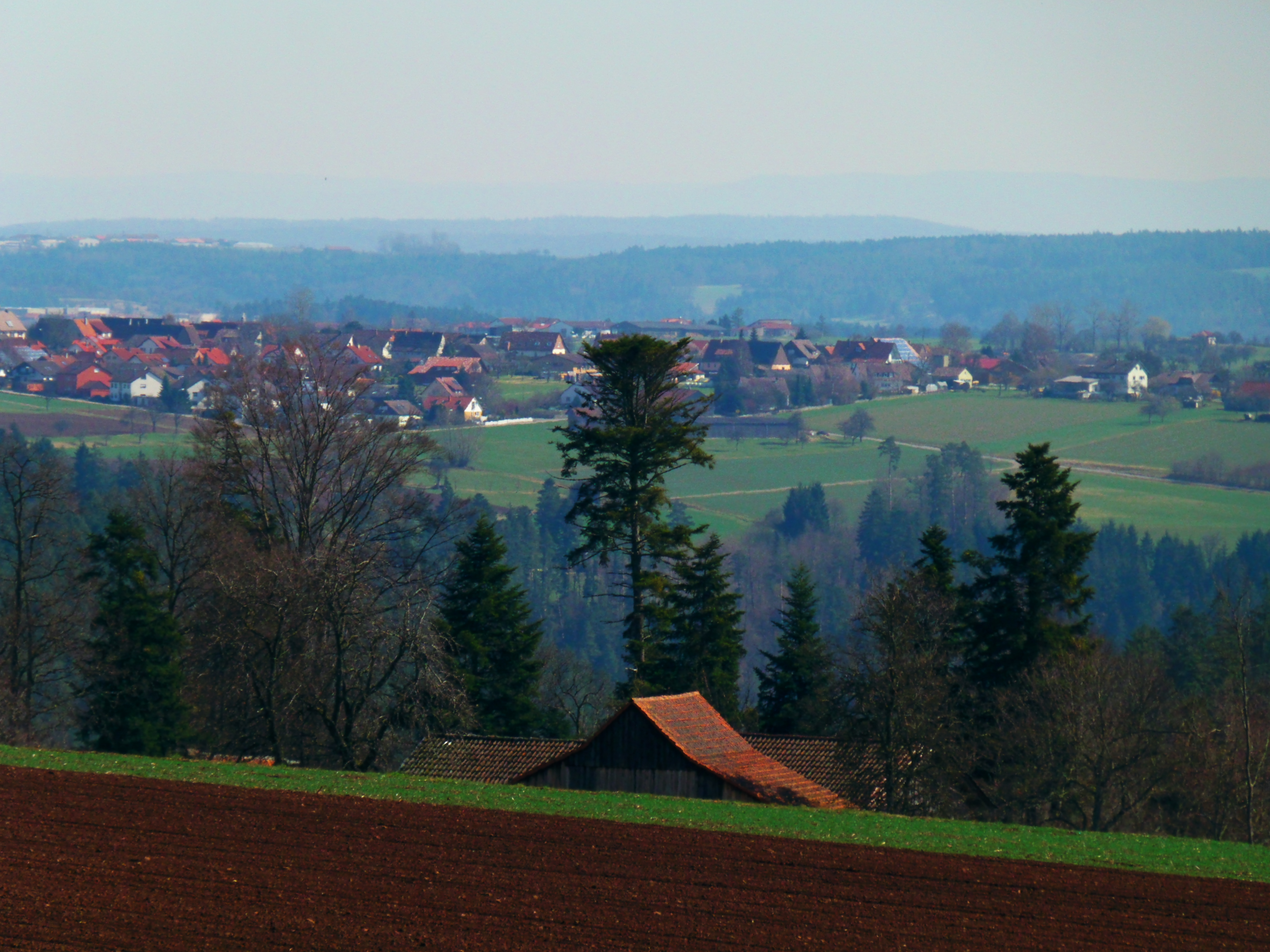
Bei Neubulach (naturräumlich „Schwarzwald-Randplatten“)

Als Nordschwarzwald bezeichnet man das nördliche Drittel oder – nach einer heute weniger verbreiteten Einteilung – die nördliche Hälfte des Schwarzwaldes.

## Abgrenzung
Der Nordschwarzwald erstreckt sich zwischen den Linien Karlsruhe–Pforzheim im Norden und Renchtal–Freudenstadt im Süden. Die nördliche Begrenzung fällt weitgehend mit dem Auftauchen des flächenhaft bewaldeten Buntsandsteins aus dem agrarischen Kraichgau zusammen, die Südgrenze zum Mittleren Schwarzwald (bzw. bei einer Zweiteilung: zum Südschwarzwald) variiert je nach Definition oder naturräumlicher Gliederung (siehe hierzu auch Schwarzwald). Früher galt als Nordschwarzwald die gesamte nördliche Hälfte des Gebirges bis zur Kinzigtallinie, die den Schwarzwald östlich von Lahr teilt. Westlich wird er begrenzt durch die Vorbergzone und die Oberrheinische Tiefebene, östlich durch die Gäulandschaften.
Der naturräumliche Nordschwarzwald ist nicht deckungsgleich mit der durch Landkreisgrenzen definierten Raumordnungsregion Nordschwarzwald. Diese deckt den östlichen Bereich des Naturraums ab und reicht im Norden und Osten über dessen Grenzen hinaus. Der westliche Nordschwarzwald gehört dagegen zu den Raumordnungsregionen Karlsruhe und Südlicher Oberrhein.

## Charakteristik
Der Nordschwarzwald überragt mit eher kantigen, teils trapezförmigen Gipfelprofilen die Rheinebene um mehr als 1000 m, dagegen verläuft die Ostabdachung allmählich und mit geringer werdenden Höhenunterschieden. Höchste Erhebung ist die Hornisgrinde mit 1164,4 m ü. NHN. Mit einem durchschnittlichen Anteil von 73 % Wald an der gesamten Fläche ist der Nordschwarzwald der am geschlossensten bewaldete Teil des Schwarzwaldes. Auf den Hochflächen erstrecken sich verbreitet die Grinden, baumfreie Feuchtheiden. Geologisch herrscht im Nordschwarzwald der Buntsandstein vor, wobei im stark zertalten Westen überwiegend der Grundgebirgssockel aus Gneisen und Graniten zu Tage tritt. Die eingedrungenen Granite (z. B. Forbachgranit) und Porphyre (Karlsruher Grat) sowie verkieselte Rotliegend-Formationen (Battertfelsen) treten durch besondere Klippenbildungen hervor. Die Höhenbereiche des Nordschwarzwalds gehören zu den niederschlagsreichsten Regionen der deutschen Mittelgebirge (bis 2.200 mm/a). Bedeutendste Flüsse sind Murg, Nagold, Enz, Alb, Acher, Rench, Oos und Wolf (nur Oberlauf).
Die Naturräumliche Gliederung des Nordschwarzwalds unterscheidet die drei Bereiche Nördlicher Talschwarzwald am Westabhang, Grindenschwarzwald und Enzhöhen mit den zentralen, von Buntsandstein, Wald, Karen und Hochmooren geprägten Höhengebieten sowie Schwarzwald-Randplatten am nördlichen und östlichen Rand mit engen Flusstälern zwischen Hochflächen, auf denen Rodungsinseln mit Waldhufen- oder Haufendörfern liegen.
Seit 2014 ist ein ca. 10.000 Hektar großes Gebiet im Höhenbereich zwischen Schwarzwaldhochstraße und Murgtal als Nationalpark Schwarzwald ausgewiesen. Darüber hinaus ist seit 2001 der Naturpark Schwarzwald Mitte/Nord eingerichtet, der unter anderem den gesamten Nordschwarzwald umfasst.
Die Tourismusorte mit den höchsten Übernachtungszahlen sind Baiersbronn und Baden-Baden, viel besuchte touristische Ziele sowie Wintersportgebiete abseits der Städte sind die Schwarzwaldhochstraße und Kaltenbronn.

## Städte und Gemeinden im Nordschwarzwald (Auswahl)

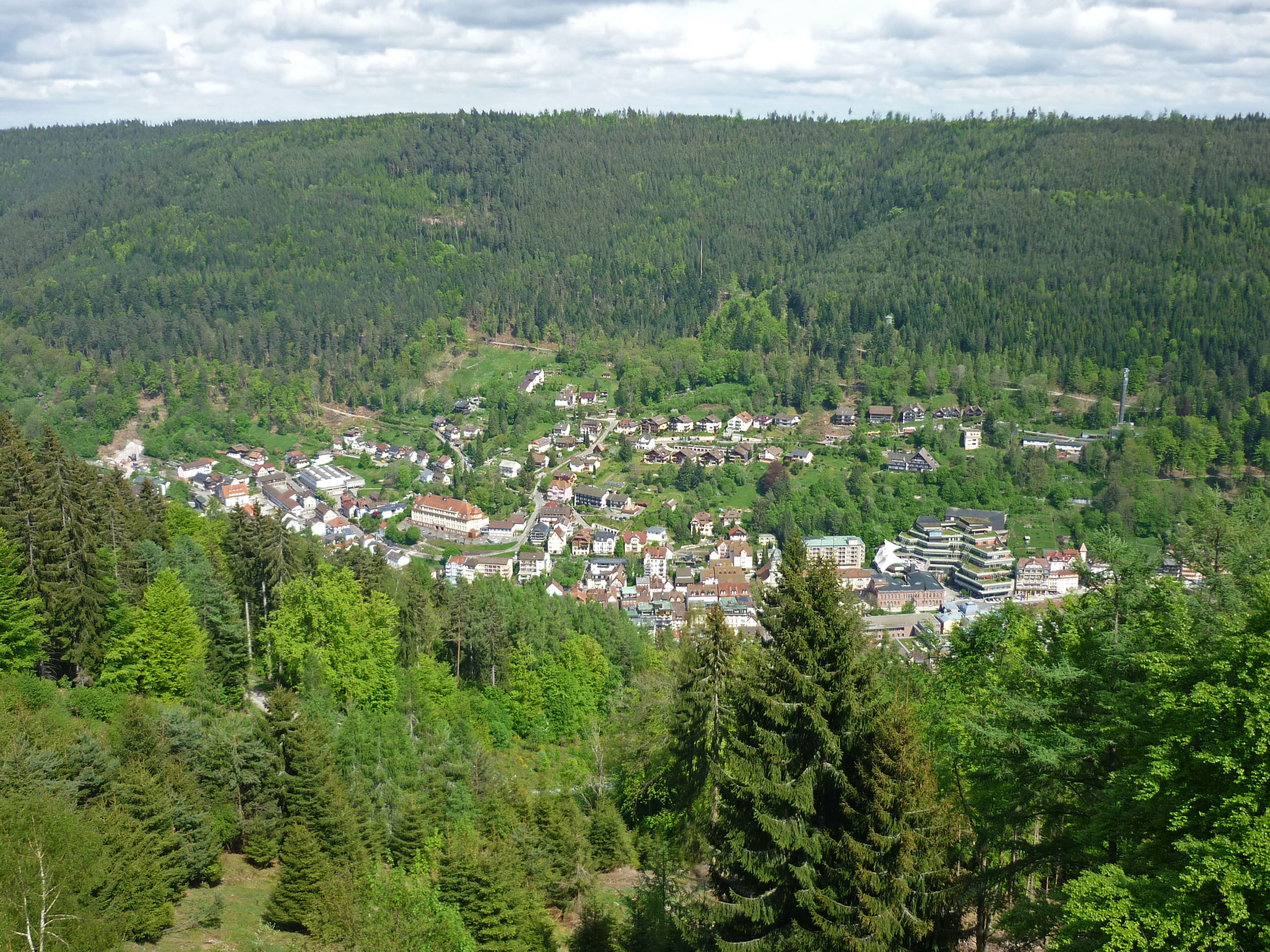
Bad Wildbad im Enztal

- Altensteig
- Althengstett
- Baden-Baden
- Bad Herrenalb
- Bad Liebenzell
- Bad Peterstal-Griesbach
- Bad Teinach-Zavelstein
- Bad Wildbad
- Baiersbronn
- Bühl
- Bühlertal
- Calw
- Dobel
- Enzklösterle
- Freudenstadt
- Forbach
- Gaggenau
- Gernsbach
- Lautenbach
- Loffenau
- Loßburg
- Nagold
- Neubulach
- Neuenbürg
- Oberreichenbach
- Oppenau
- Pforzheim
- Pfalzgrafenweiler
- Sasbachwalden
- Schömberg
- Seebach
- Weisenbach
- Wildberg

## Berge (Auswahl)

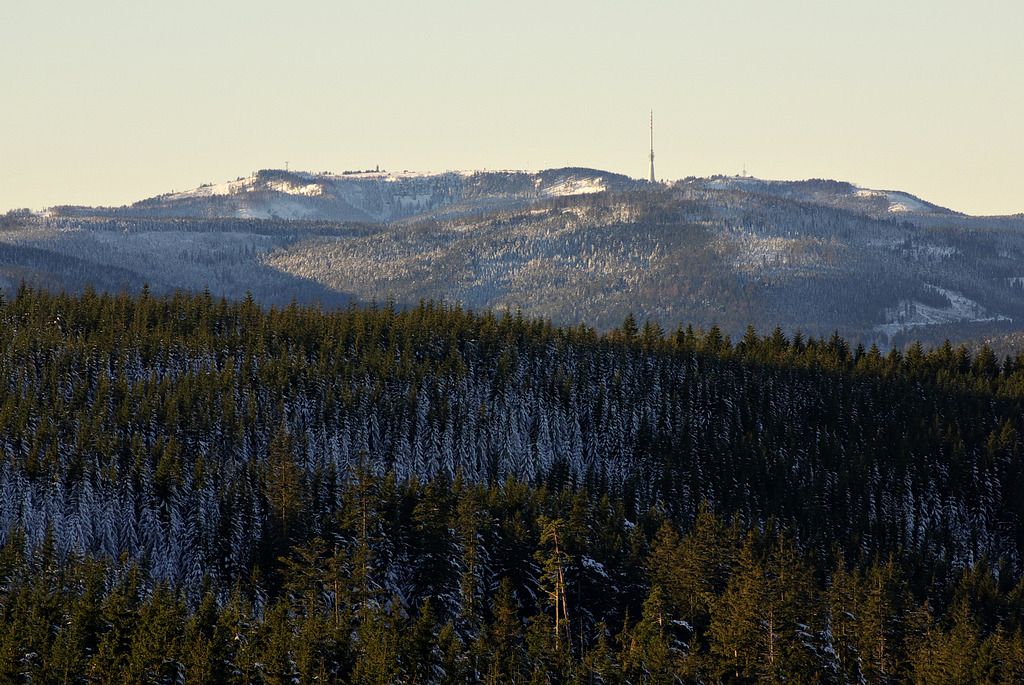
Die Hornisgrinde vom Hohloh aus gesehen

Einige der Berge, die vollständig im Nordschwarzwald liegen, sind (beide Spalten sortierbar):
| Name des Berges  | Höhe in Meter |
| ---------------- | ------------- |
| Badener Höhe     | 1002,2        |
| Battert          | 568,6         |
| Bernstein        | 693,5         |
| Fremersberg      | 525,1         |
| Hochkopf         | 1038,5        |
| Hoher Ochsenkopf | 1054,1        |
| Hohloh           | 988,8         |
| Hornisgrinde     | 1164,4        |
| Kniebis          | 970,6         |
| Mahlberg         | 611,5         |
| Mauzenberg       | 759,3         |
| Mehliskopf       | 1008,0        |
| Merkur           | 669,0         |
| Schliffkopf      | 1055,8        |
| Seekopf          | 1054,9        |
| Sommerberg       | 836,0         |
| Teufelsmühle     | 908,3         |
| Vogelskopf       | 1056,2        |

## Seen

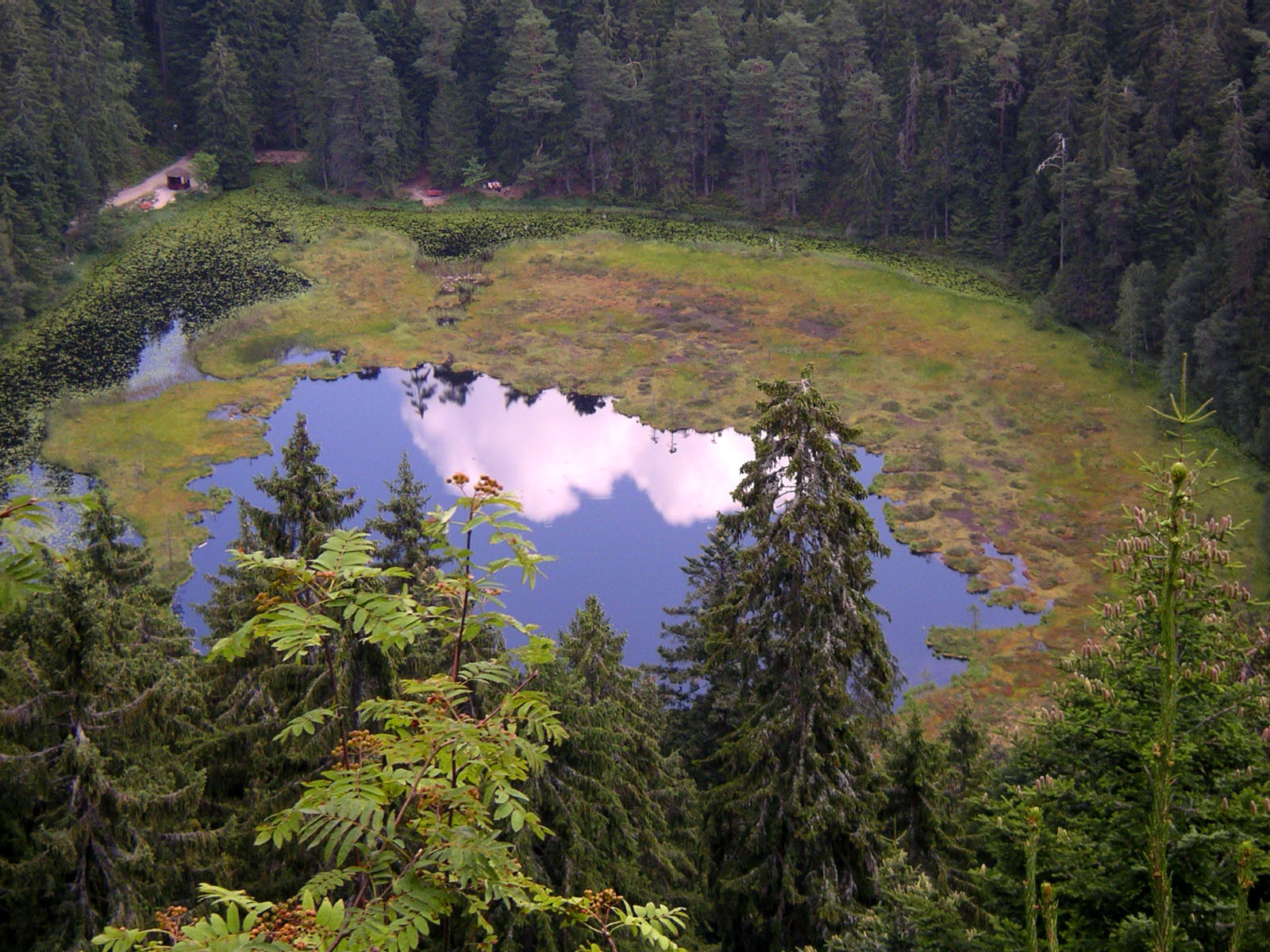
Der Huzenbacher See, einer der Karseen im Nordschwarzwald

Zahlreiche Karseen im Nordschwarzwald sind Spuren eiszeitlicher Gletscherbildungen. Der bekannteste ist der Mummelsee an der Hornisgrinde. Weitere Karseen sind Buhlbachsee, Ellbachsee, Herrenwieser See, Huzenbacher See, Sankenbachsee, Schurmsee und der Wildsee bei Ruhestein. Viele von ihnen wurden zusätzlich aufgestaut, um Schwallwasser für die bis ins 19. Jahrhundert übliche Holztrift zu liefern. Weitere ehemalige Karseen sind bereits verlandet.
Der Hohlohsee und der Wildsee bei Gernsbach-Kaltenbronn sind Hochmoorseen auf den Hochflächen zwischen Murg- und Enztal, die alleine aus den örtlichen Niederschlägen gespeist werden.
Mehrere Talsperren liegen im Nordschwarzwald. Die Schwarzenbachtalsperre und die Murgtalsperre gehören zum Rudolf-Fettweis-Werk, einem Pumpspeicher- und Laufwasserkraftwerk in Forbach. Die Nagoldtalsperre reguliert den Wasserstand der Nagold. Die Talsperre Kleine Kinzig dient der Trinkwasserversorgung, Wasserregulierung und Stromerzeugung.